# 拉舍夫罗利耶尔
拉舍夫罗利耶尔（法語：La Chevrolière，法語發音：[la ʃəvʁɔljɛʁ] ⓘ）是法国大西洋卢瓦尔省的一个市镇，位于该省南部，属于南特区。

## 地理
拉舍夫罗利耶尔（47°5'27"N, 1°36'43"W）面积32.56 平方千米，位于法国卢瓦尔河地区大区大西洋卢瓦尔省，该省份为法国西北部沿海省份，位于布列塔尼半岛东南部，北起伊勒-维莱讷省，西北接莫尔比昂省，西临大西洋，南至旺代省，东临曼恩-卢瓦尔省。
与拉舍夫罗利耶尔接壤的市镇（或旧市镇、城区）包括：勒比尼翁、蓬圣马丹、圣艾尼昂格朗略、圣菲尔贝德格朗略、热内通。

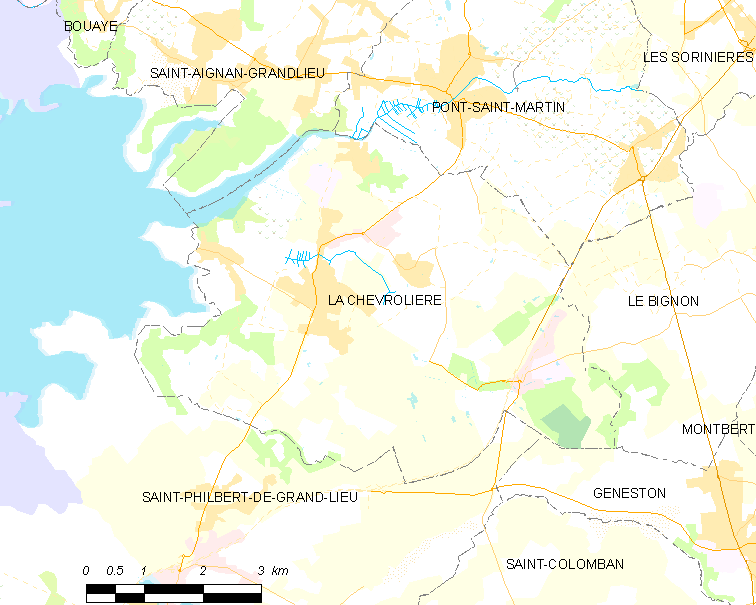
拉舍夫罗利耶尔的OSM定位图

拉舍夫罗利耶尔的时区为UTC+01:00、UTC+02:00（夏令时）。

## 行政
拉舍夫罗利耶尔的邮政编码为44118，INSEE市镇编码为44041。

## 政治
拉舍夫罗利耶尔所属的省级选区为圣菲尔贝德格朗略县。

## 人口

1962-2008年间拉舍夫罗利耶尔人口变化图示

拉舍夫罗利耶尔于2022年1月1日时的人口数量为6342人。